# Sérgio Sousa
Sérgio Sousa (Santo Tirso, 11 de octubre de 1983) es un ciclista portugués que fue profesional de 2005 a 2016.

## Palmarés
2010
- 2.º en el Campeonato de Portugal Contrarreloj

2012
- 3.º en el Campeonato de Portugal Contrarreloj

2014
- 3.º en el Campeonato de Portugal Contrarreloj
- 2.º en el Campeonato de Portugal en Ruta

2016
- Flèche du Sud, más 1 etapa